# Wasserturm Stuttgart-Degerloch

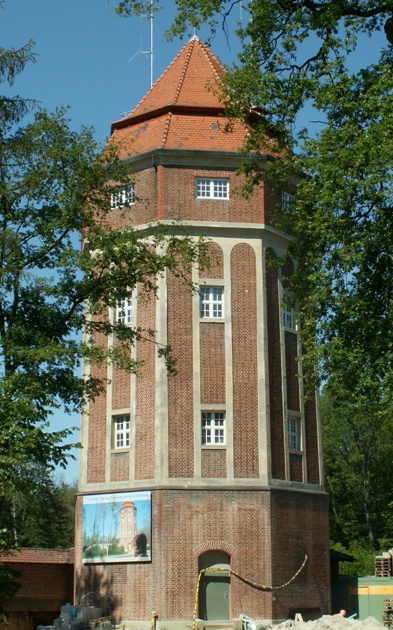
Wasserturm in der Jahnstraße in Degerloch

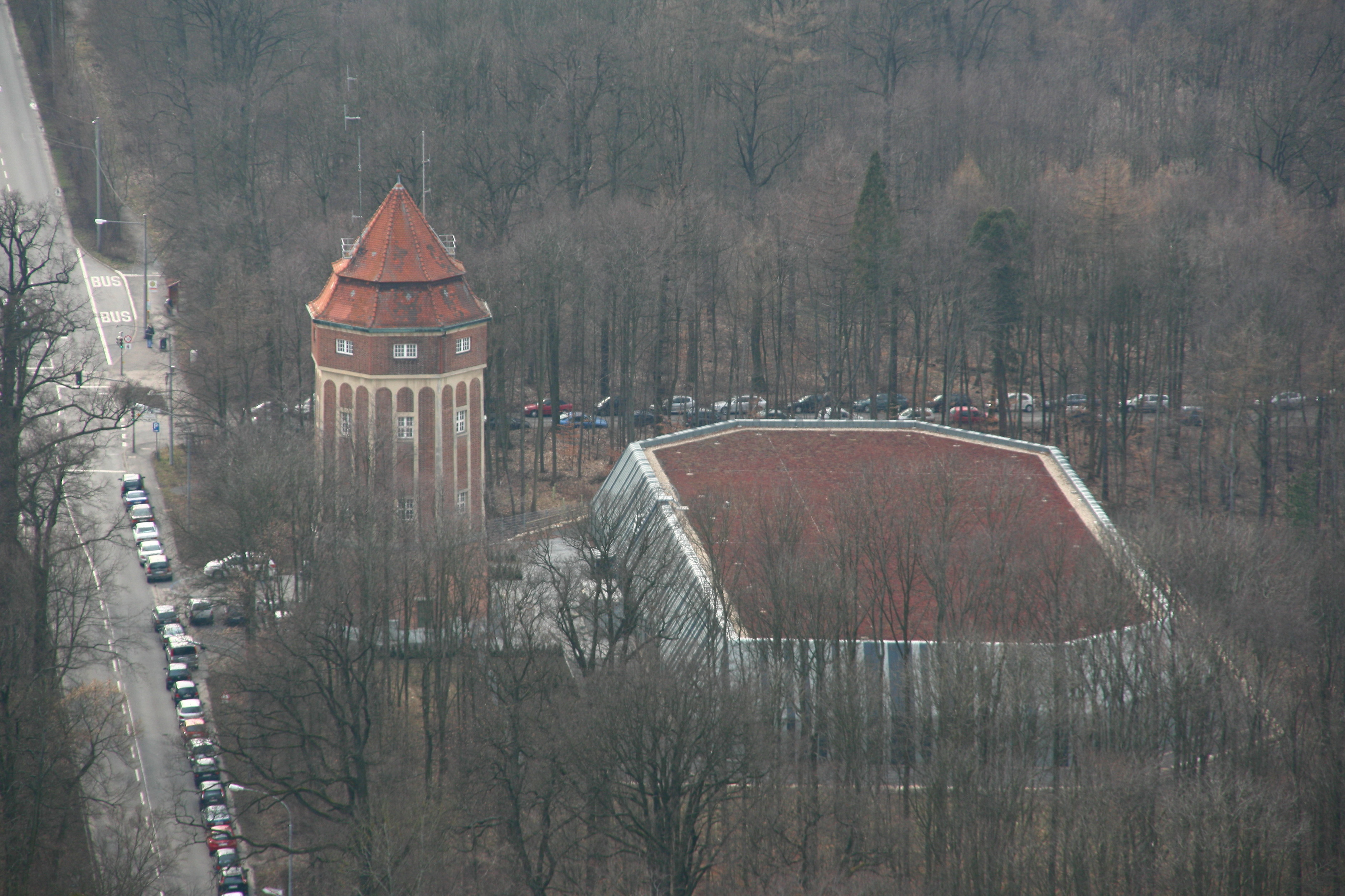
Wasserturm und Wasserhochbehälter vom Fernsehturm aus gesehen

Der Wasserturm Stuttgart-Degerloch ist ein 1912 auf dem Bopser fertiggestellter Wasserturm mit seit 2008 in direkter Nachbarschaft stehendem Wasserhochbehälter. Anders als der Name vermuten lässt, gehört er zum Stadtbezirk Stuttgart-Süd.

## Beschreibung
Der Wasserturm wurde von 1911 bis 1912 im Auftrag der Filderwasserversorgung erbaut nach den Entwürfen des städtischen Hochbauamts und der ausführenden Firma, der Stuttgarter Eisenbetonbaugesellschaft. Er hat einen Durchmesser von 10,90 m, eine Höhe von 28 und ein Behältervolumen von 400 m³. Seine Adresse lautet Jahnstraße 85.
Der Turm ersetzt einen Vorgängerbau von 1897, der in direkter Nähe stand. Er wurde 1912 abgerissen, nachdem der Probebetrieb des neuen Turms erfolgreich abgeschlossen war. Zunächst nur für die direkte Versorgung von Degerloch vorgesehen, gewann der neue Turm über die Jahre an Bedeutung, besonders nachdem das Städtische Wasserwerk Stuttgart den technischen Betrieb der Wasserversorgung nach dem Ersten Weltkrieg übernommen hatte.